# Jaroslav Jirkovský

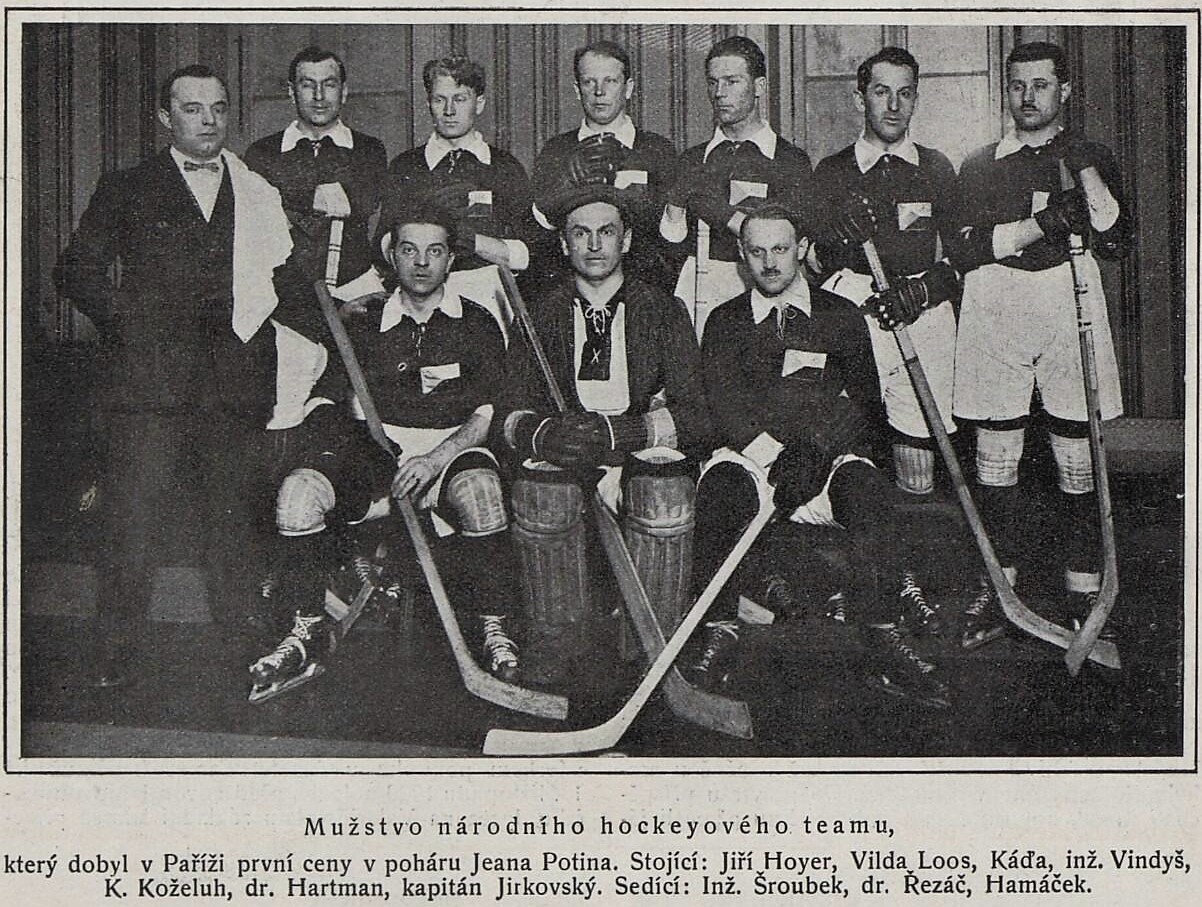
Český hokejový tým na Jean Potin Cupu v roce 1923

Jaroslav Jirkovský (4. února 1891 Nusle – 31. srpna 1966 Praha) byl český lední hokejista a fotbalista.

## Fotbalová kariéra
V předligové éře hrál v letech 1907–1908 za SK Slavia Praha. Hrál i ve dvou derby pražských "S". Za českou fotbalovou reprezentaci nastoupil ve 3 utkáních.

## Hokejová kariéra
Zúčastnil se deseti mistrovství Evropy, z nichž si přivezl čtyři zlaté a několik dalších medailí. Na ME 1914 a ME 1922 se stal nejlepším střelcem. Střelec mimořádných kvalit hrál za SK Slavii Praha, ve které nastřílel více než 200 branek. Pouze v sezóně 1914–1915 hrál za rakouský klub Slovan Vídeň, v jehož dresu vstřelil 30 branek v šesti zápasech. Reprezentoval celkem ve 35 zápasech, v nichž vstřelil 36 gólů. Zúčastnil se také hokejového turnaje na zimní olympiádě v roce 1924 (o čtyři roky dříve na turnaji během letní olympiády startovat nemohl, protože byl stále jako legionář v Rusku, odkud se vrátil až po více než dvou letech od konce první světové války). O čtyři roky později se jeho případný start na hokejovém turnaji zimních olympijských her 1928 stal velkým tématem nominace v rámci hokejového svazu i různých tiskovin, ale jako již příliš starý nominován nebyl.
V roce 2010 byl uveden do Síně slávy českého hokeje.